# INFOBAR 2
INFOBAR 2（いんふぉばーつー）は、KDDIおよび沖縄セルラー電話のauブランドで発表された携帯電話である。デザインは前身である初代INFOBARに引き続き深澤直人。端末型番はW55SA。設計、製造はこちらも引き続き鳥取三洋電機（現・LIMNO）が行った。
au design project第7弾で、最後のモデルとなった。

## 特徴

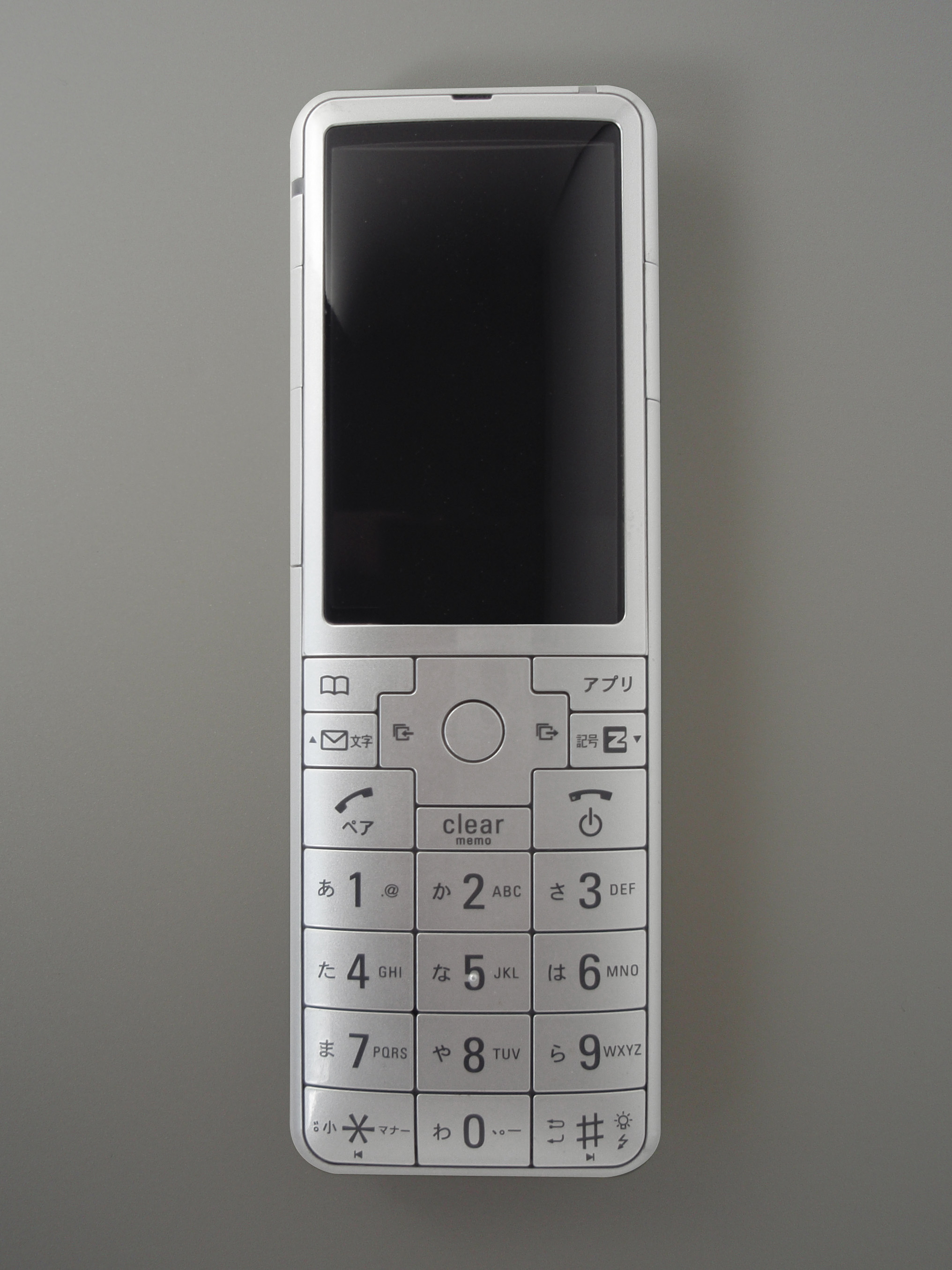
SILVER 正面から

2006年10月31日に、新たなコンセプトモデルとして発表され、KDDI DESIGNING STUDIO（Kスタ）にて11月16日までの期間限定で展示された。「口の中で溶けかけた飴」をイメージした丸みを帯びたデザインで、NISHIKIGOI、ANNINの2種類のほか、新たに3種類のカラーバリエーションがあった。なお、製品版はNISHIKIGOI、SILVER、MIDORI、WARM GRAYの4色である。
2007年9月26日にKDDIより11月下旬以降に発売されると発表された。CDMA 1X WIN対応端末では5年目にして初のストレート端末である。
前身であるINFOBARでは外部に出ていたアンテナは本機では内蔵された。
ワンセグのアンテナはau初の内蔵型で、本機以外のワンセグ受信用内蔵アンテナを搭載したWoooケータイ W53Hなどの端末と同様に、基本的に強電界エリアでの使用が前提となっている。加えて、弱電界エリア対策のためイヤホンマイク（ステレオイヤホン、ヘッドホン）用平型端子に外部アンテナを接続することも可能。
ちなみにadp端末全シリーズ中では唯一、N800MHz（新800MHz・CDMA Band-Class 0）帯エリアに対応している（後述参照）。
2007年秋冬モデルでは、既にCDMA 1X WINの上位規格にあたる「EV-DO Rev.A」に対応するW54SA、W54S、W56Tの3機種のベースバンドチップに米国クアルコム社製の最新チップセット「MSM7500」を採用すると発表されているが、この機種には従来のチップセット「MSM6550」が採用されているため「EV-DO Rev.A」には対応していない。

## 沿革
- 2007年（平成19年）7月20日 - 技術基準適合証明（TELEC）認証。(URL)
- 2007年9月26日 - KDDIより発表。
- 2007年12月1日 - 全国にて一斉発売。
- 2008年（平成20年）6月 - 販売終了。
- 2012年（平成24年）7月22日 - L800MHz（旧800MHz帯・CDMA Band-Class 3）帯によるサービスの停波によりそれ以降はN800MHz帯および2GHz（CDMA Band-Class 6）帯の各サービスで利用する事となる。
- 2022年3月31日 - auの3Gサービス（CDMA 1X WIN）の終了・停波により当端末は利用不可となる。

## 機能および対応サービス
- au Smart Sports（ダウンロードにて対応）
- au LISTEN MOBILE SERVICE（ビデオクリップ対応）
- EZ「着うたフル®」/ EZ「着うた®」
- EZテレビ（ワンセグ）
- EZチャンネルプラス
- EZ・FM（録音可）
- EZナビウォーク（声de入力・3D対応）
- EZ助手席ナビ
- EZガイドマップ
- 安心ナビ
- 災害時ナビ
- 緊急通報位置通知
- EZ FeliCa
- モバイルSuicaアプリ（ダウンロードにて対応）
- EZニュースフラッシュ
- 赤外線通信
- EZケータイアレンジ
- PCサイトビューアー
- EZアプリ (BREW)（オープンアプリプレイヤー対応）
- au oneメール
- デコレーションメール
- SD-Audio (AAC)
- からくり時計
- 日めくり手帳
- アラーム時刻読み上げ

ほか

## 不具合
2008年8月22日に以下の不具合の修正がケータイアップデートにより行われた。
- 稀にケータイサイトの会員登録や登録済サイトへの接続ができない場合がある

## 話題

### mixiでの発言をめぐる騒動
mixiの日記にINFOBAR 2生産工場の関係者と名乗る者により、「企業秘密漏洩します。携帯は機械ではなく、人間様の手で作られている為、かーんなり適当です。眠たい時とかそのまま流すよ。クシャミをよくするから、鼻水やら唾液ついとるよ。イヤホンとmicroSDのトコのビスが浮いてたから閉めてたら割れちゃったけどそのまま流しちゃったぁ。カメラ内の毛ゴミ……携帯振ったら消えたから流しちゃったぁ」との書き込みがなされ、ネット掲示板等で話題となった。なお、当該記事はユーザーIDごと削除された。三洋およびKDDIは「アルバイト作業員の書き込みは事実無根の冗談だったことを確認した」 としており、商品の信頼性については問題ないとコメントしていた。